# Limnophila vicaria
Limnophila vicaria là một loài ruồi trong họ Limoniidae. Chúng phân bố ở miền Australasia.